# كاتالين

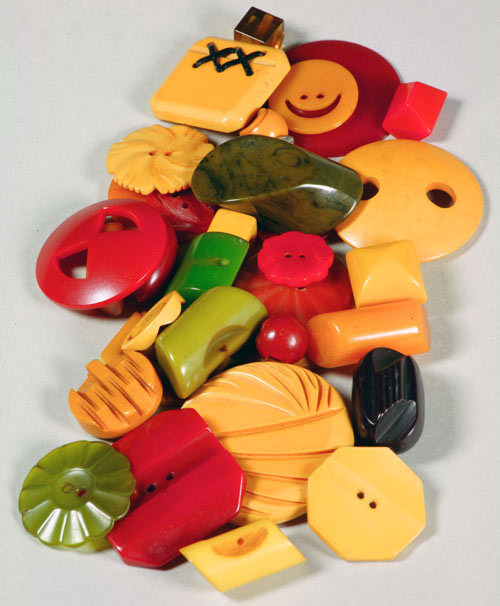
صورة منتجات وقطع تم انتاجها من الكاتالين في الثلاثينيات

كاتالين (بالإنجليزية: Catalin)‏ هو اسم تجاري لبوليمر متصلد بالحرارة تم تطويره وإختزاله من الباكيليت وعلامة تجارية في عام 1927 من قبل شركة كاتالين الأمريكية في مدينة نيوورك، عندما انتهت صلاحية براءة الاختراع للباكيليت في ذالك العام راتنج الفينول فورمالدهيد، ويمكن استخدامه مع الملفات والقواطع والمطاحن وصقله للحصول على لمعان ناعم يتم إنتاج الكاتالين من خلال عملية، من مرحلتين تختلف عن الأنواع الأخرى من الراتنجات الفينولية، ولا تحتوي على مواد مالئة، مثل نشارة الخشب أو أسود الكربون. الكاتالين شفاف شبه عديم اللون وليس معتمًا. على عكس الفينولات الأخرى، يمكن إنتاجه بألوان زاهية أو حتى رخامي. جعلت هذه الحقيقة كاتالين أكثر شعبية من الأنواع الأخرى من الباكليت للمنتجات الإستهلاكية كالمجوهرات والزينة والمسبحة الإسلامية والأعمال الفنية وأجهزه الراديو 
إنه يعطي رائحة فينولية مميزة عند تسخينه ويمكن اختباره باستخدام simechrome فهناك أنواع منه متأكسده تعطي اللون الأصفر مع وضع هذه المادة عليه ومسحها بقطعة قطن أو قماش والأنواع التي لم تتأكسد يمكن إختبارها بواسطه التسخين تعطي عادةً الروائح ما بين اليود والبترول والفينول حين فركها أو حرقها.

## الاستعمال
تم استخدام كاتالين من الثلاثينيات ألى خمسينيات القرن الماضي للعديد من الأدوات المنزلية والمجوهرات والصناديق والمصابيح ومقابض أدوات المائدة والأبواب ومجموعات المكاتب والمسبحة الإسلامية تم صنع مجوهرات الكاتالين التي يشار إليها بشكل غير صحيح باسم مجوهرات الباكليت، من الثلاثينيات حتى نهاية الحرب العالمية الثانية عندما أصبحت باهظة الثمن، حيث كان يجب صب كل قطعة على لوناً جديداً في عام 1927 وطورت تقنيات لإنشاء الرخام. تضمنت الألوان الأصفر والبرتقالي والأحمر والأخضر والأرزق حدة وصقلها، قدمت شركة American Catalin Corporation American Catalin Corporation كانت المجوهرات المصنوعة من هذه الألوان شائعة مع مجموعات من الخرز والأساور والأقراط والخواتم التي يتم ارتداؤها معًا
ومن بين المصممين البارزين Art Deco تم استخدام كاتالين أيضاً في صنع أجهزة أجهزة الراديو في عملية كثيفة العمالة تم صب الراتنج السائل ومعالجته بالحرارة، ثم صقله يدويًا في تصميمات لأجهزة راديو كاتالين نورمان بيل جيديس ووالتر دوررين تيج كانت الألوان الزاهية لأجهزة راديو كاتالين تهدف إلى نقل التفاؤل خلال فترة الكساد الكساد الكبير يشار إلى المجوهرات المصنوعة من كاتالين عادةً باسم الباكليت في تجارة التحف بينما يشار إلى الأدوات المنزلية وأجهزة الراديو وأدوات المائدة وما إلى ذالك بدقة باسم كاتالين. وليس العاج كما تم استخدام الكاتالين للتثبيت على مزمار القربة في مزمار القربة في المرتفعات. لم يعد هذا الاستخدام شائعًا بسبب ميلهم إلى التحول إلى اللون البرتقالي مع تقدم العمر

## الخواص
الكاتالين صلب وثقيل ودهني إلى حد ما، إنه مقاوم للحرارة ولا ينعم تحت الماء المغلي بل يتشقق تصبح عناصر كاتالين الأقدم داكنة اللون من درجات اللون الأساسي

## مواد بلاستيكية مماثلة
- كان كريستاليت من أوائل البلاستيك.[70]
- فاتوران هو راتينج فينولي يشبه الباكليت ويتحول إلى اللون الأحمر مع مرور الوقت بغض النظر عن لونه الأصلي.
- الجاليث هو بلاستيك مبكر مشتق من منتجات الألبان.
- ميكارتا عبارة عن لوح عازل مركب مبكر يستخدم الباكليت كعامل ربط. تم تطويره في عام 1910 بواسطة وستنجهاوس الكتريك.آند فيبكو كوربريشن.
- نوفوتكست هو اسم تجاري لراتنج القطن - الفينول.